# Sükan
Sükan ist ein türkischer männlicher Vorname, u. a. mit der Bedeutung „kräftig, stark, mächtig“; „tapfer, ein Held“, der auch als Familienname auftritt.

## Namensträger

### Familienname
- Faruk Sükan (1920–2005), türkischer Mediziner und Politiker
- Haydar Sükan (1912–1995), türkischer General